# Hadamar
Hadamar je město v zemském okresu Limburg-Weilburg v německé spolkové zemi Hesensko. Má rozlohu téměř 41 km² a žije zde přibližně 13 tisíc obyvatel. Od okresního města Limburg an der Lahn je Hadamar vzdálený asi 12 km a od správního města Hesenska, Wiesbadenu, jej dělí téměř 60 km.
Město Hadamar pravděpodobně nejvíce proslavila psychiatrická léčebna stojící na okraji města. Nachází se zde i památník zasvěcený památce lidí s duševní poruchou nebo handicapem, kteří byli v centru masově vražděni na příkaz vedení NSDAP. Vraždy probíhaly v rámci Akce T4. Toto středisko, zvané „středisko eutanazie“, bylo provozováno od roku 1941 do roku 1942.

## Historie

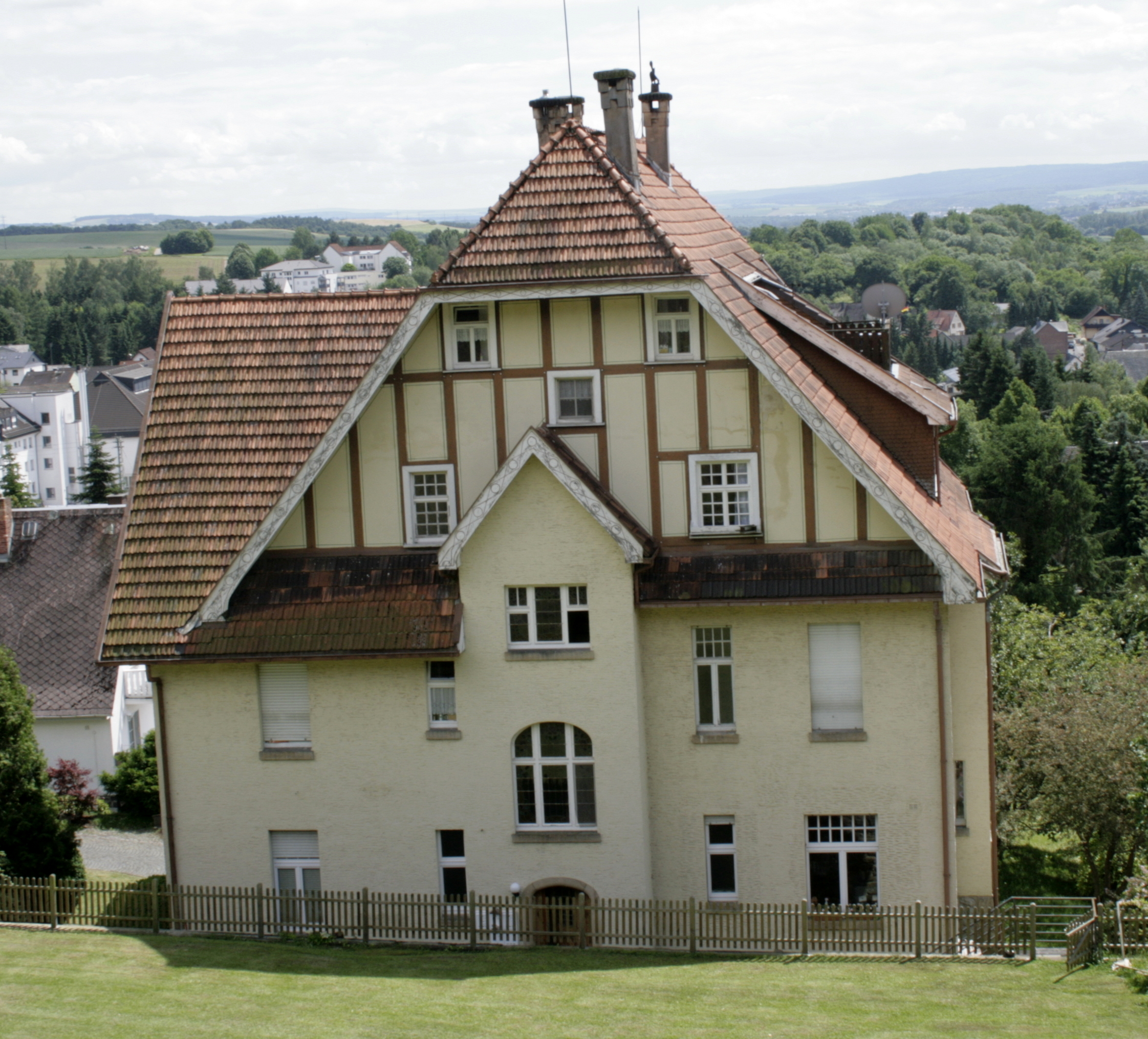
Historický dům v Hadamaru

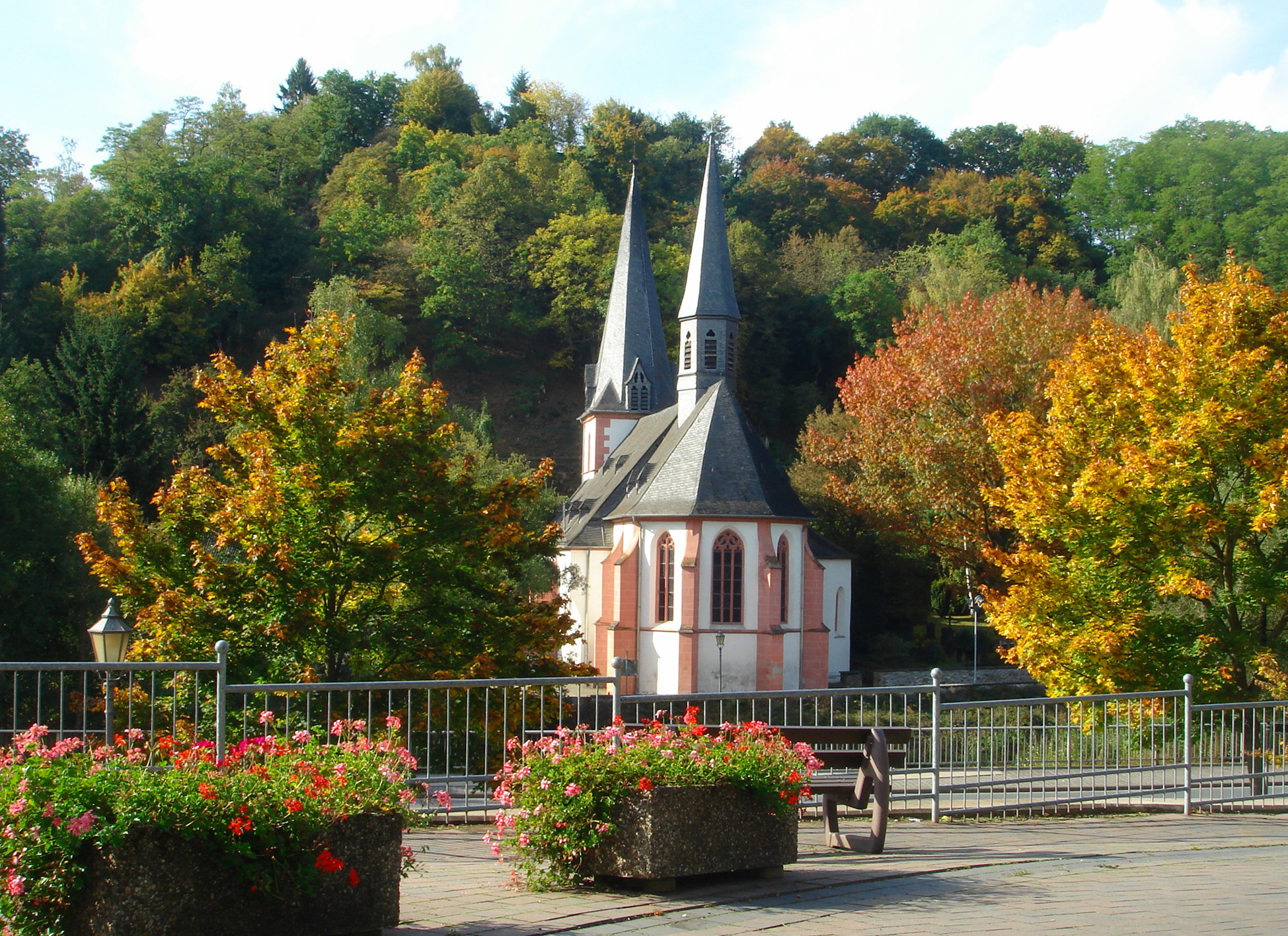
Kostel Liebfrauenkirche

První známky o osídlení území dnešního Hadamaru pochází z doby asi před 5 000 lety (přibližně 3 500 př. n. l.) a jedná se o pozůstatky Wartberské kultury v podobě několika hrobů. Jeden se nachází v dnešní obci Niederzeuzheim, druhý v obci Oberzeuzheim. Samotný dnešní Hadamar se skládá z více částí, ty nejstarší jsou pravděpodobně Oberweyer a Niederweyer. Tyto obce byly poprvé zmíněny v dokumentech z roku 772. Jednalo se ale spíše jen o zmínku o zdejším osídlení. Samotné názvy „Oberweyer“ a „Niederweyer“ se poprvé objevily až roku 832 v Karlovských výměnných dokumentech. Samotný název Hadamar pravděpodobně pochází z germánských slov hadu a mar.
Na místě současného renesančního zámku na břehu řeky Elbbach bývalo opatství Eberbach, kde ve 13. století cisterciáčtí mniši vlastnili farmu, na které pracovali. Tu roku 1320 koupil hrabě Emich Nasavsko-Hadamarský (Emich von Nassau-Hadamar) a přeměnil ji ve hrad s příkopy. O čtyři roky později, roku 1324, byl Hadamaru Ludvíkem IV. Bavorem udělen status města.

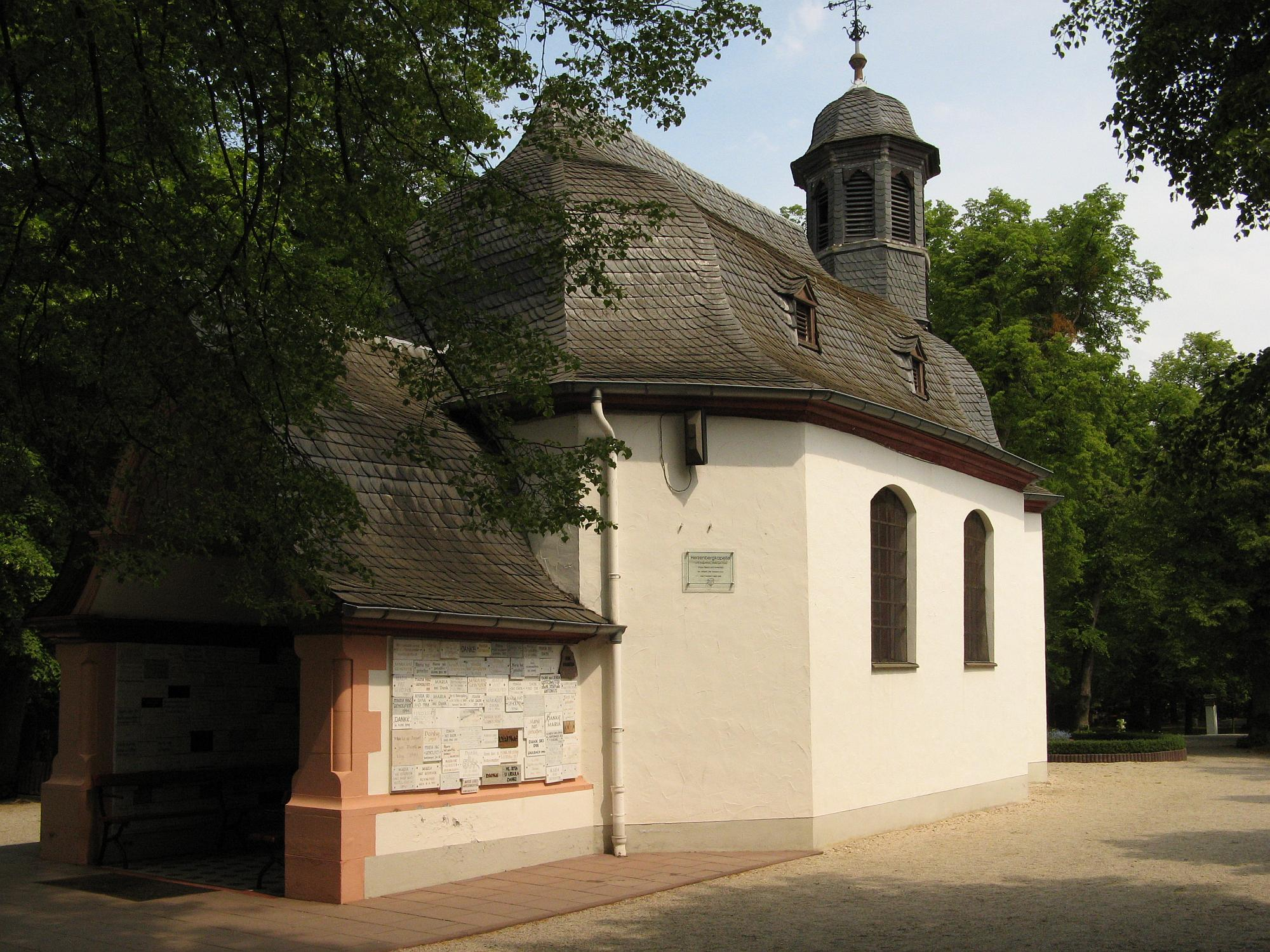
Kaple Herzenbergkapelle

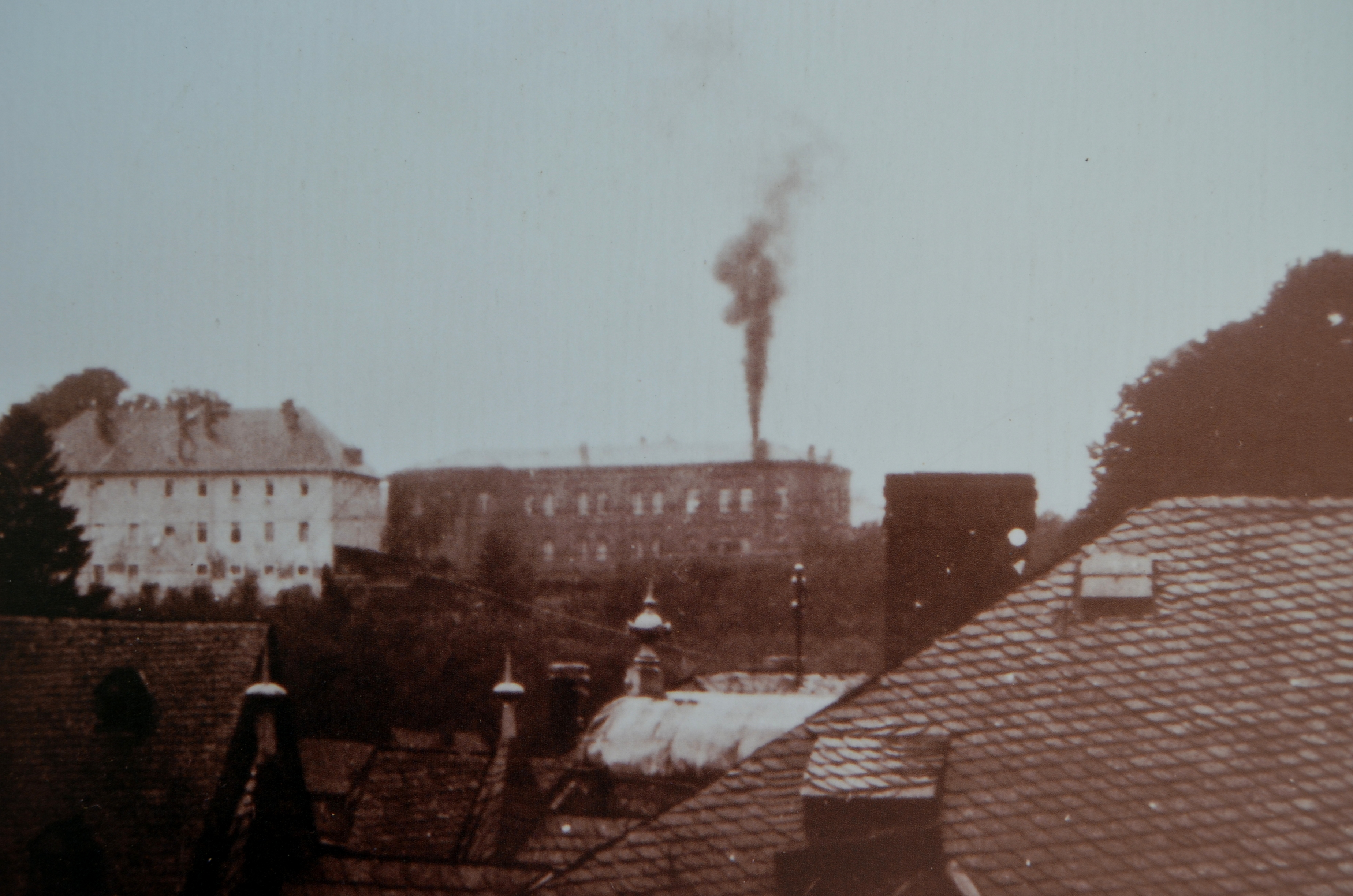
Historická fotografie hadamarského centra eutanazie

V 16. století byl ve městě ničivý požár, který zapříčinil velké změny ve vzhledu města v 17. století. Za změny a stavbu nových budov mohl hrabě, později kníže, Jan Ludvík Nasavsko-Hadamarský (1590–1653). Ten také rozšířil starý vodní hrad na renesanční zámek, ze kterého si udělal vlastní rezidenci a kde později zemřel. Jan Ludvík nechal město zmodernizovat a zkrášlit, ale také do Hadamaru povolal františkány a finančně podporoval stavbu kláštera. Jan Ludvík byl později významnou osobností Vestfálského míru, když se císař Svaté říše římské jmenoval generálním komisařem. Právě on byl později prvním člověkem, který mírové smlouvy podepsal. Roku 1652 založil v Hadamaru jezuitské gymnázium, které ve městě existuje i v současné době. Po městu jsou také pojmenované termíny „Hadamarský barok“ (Hadamarer Barock) a „Hadamarská škola“ (Hadamarer Schule). Představiteli „Hadamarské školy“ byli například sochaři Martin Volk, Johann Valentin Neudecker starší nebo Johann Neudecker mladší. V minulosti byly podle těchto osobností pojmenovávány i ulice ve městě.

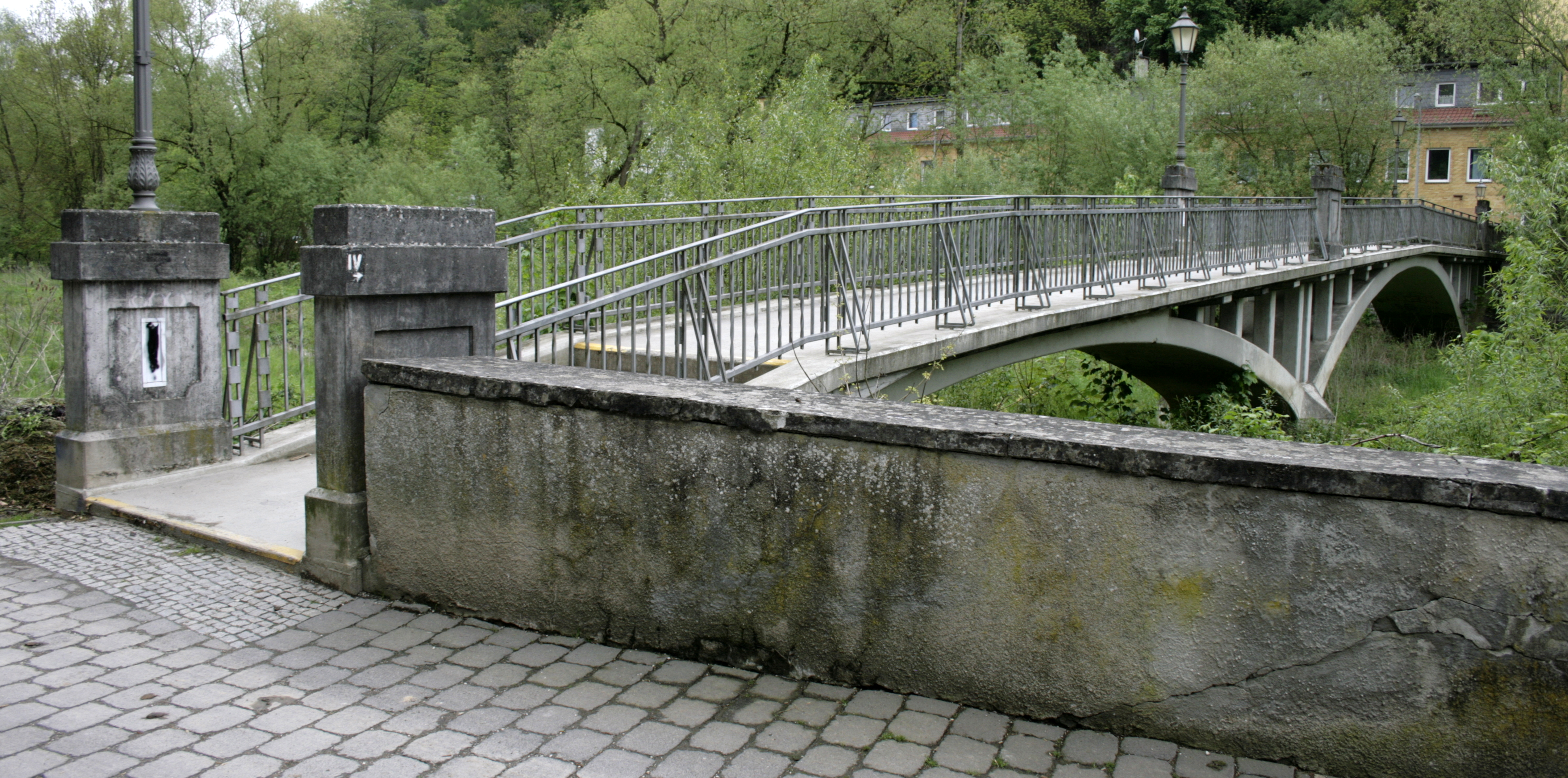
Starý kamenný most

Roku 1883 bylo vedle františkánského kostela v Mönchbergu postaveno Corrigendenanstalt, předchůdce dnešního centra sociální psychiatrie. Architektem, podle něhož byla budova postavena, byl Eduard Zais. Institut nejdříve sloužil jako chudobinec pro více než 300 lidí. Roku 1906 bylo centrum přeměněno na zařízení pro péči o duševně nemocné.
V časech nacismu bylo v tzv. Hadamarském středisku eutanazie usmrceno na základě Norimberských zákonů přes 14 a půl tisíce duševně nemocných nebo handicapovaných lidí. Též zde byli oběťmi i položidé. Středisko fungovalo pouze rok. V současné době tyto činy připomíná památník postavený v areálu psychiatrie. Po druhé světové válce se sudetští Němci hromadně stěhovali do Hadamaru a okolí. Přinesli s sebou i svá řemesla, například sklenářství. To později vedlo k založení Erwin-Stein-Glasfachschule, známé německé sklenářské školy.

## Kultura
Na Starém Městě v Hadamaru bylo zachováno mnoho hrázděných budov, mezi nimi například i radnice, postavená v roce 1639, a jezuitská internátní škola z počátku 17. století. Kulturní památkou je i gotický kostel Liebfrauenkirche, který byl vystavěn před rokem 1376 a jako městský kostel sloužil až do roku 1818. Zvon, který se nachází v městské zvonici, je též historický: pochází z období třicetileté války a jedná se tak o jeden z nejstarších německých stále používaných zvonů. Barokní kostel Svatého Jana Nepomuckého je součástí jezuitské rezidence, postavené v roce 1758. Kostel svatého Jiljí v Mönchbergu byl součástí františkánského kostela a je zde pohřbeno celkem jednatřicet členů dynastie Nasavsko-hadamarských. Nad Starým Městem je pak kaple Herzenbergkapelle, kde je uchováno srdce Jana Ludvíka Nasavsko-Hadamarského, který byl pro město významnou osobností. Okolo této kaple byla také vysázena rozsáhlá růžová zahrada: na ploše 3 000 m² je vysazeno přes 2 000 růží 160 různých odrůd. V Hadamaru se též nachází synagoga, kde je v současné době dlouhodobá expozice o životě Židů. Na okraji Starého Města stojí zámek Hadamar, který býval sídlem hrabat a knížat, ale v současné době se jedná o muzeum.

## Geografie
Město se nachází v nadmořských výškách mezi 120 až 390 m. Na severu sousedí s obcemi Dornburg, Elbtal a Waldbrunn. Na jihu je pak administrativní město Limburg a obec Elz. Na západě je obec Hundsangen, které se ale již nachází v zemském okrese Westerwald v Porýní-Falci. Celý Hadamar se skládá z více částí: samotného Hadamaru a obcí Niederhadamar, Niederzeuzheim, Oberzeuzheim, Steinbach, Oberweyer, Niederweyer a Faulbach.

## Osobnosti města
- Johann Wilhelm Bausch (1774–1840), limburský biskup
- Karl Wilhelm Diefenbach (1851–1913), malíř
- Christian Egenolff (1502–1555), první frankfurtský nezávislý tiskař knih
- Ernst Moritz Engert (1892–1986), umělec a malíř
- Karl Faust (1874–1952), německý botanik
- Maria Mathi (1889–1961), spisovatelka
- Peter Melander von Holzappel (1589–1648), vojenský velitel za Třicetileté války
- Jan Ludvík Nasavsko-Hadamarský (1590–1653), kníže, generální komisař
- Gustav Ricker (1870–1948), lékař a vědec

## Partnerská města
Hadamar podepsal smlouvy o spolupráci s těmito městy:
- Impruneta, Itálie
- Bellerive-sur-Allier, Francie